# (36672) Sidi
(36672) Sidi (2000 QR220) – planetoida z pasa głównego asteroid okrążająca Słońce w ciągu 4,38 lat w średniej odległości 2,67 j.a. Odkryta 21 sierpnia 2000 roku.